# Mikoláš Tyc
Mikoláš Tyc (* 10. května 1982 Rokycany) je český režisér.
Vystudoval činoherní režii na pražské DAMU. Své režie uváděl v Městském divadle Brno, Buranteatru, Jihočeském divadle, Moravském divadle Olomouc, Divadle Petra Bezruče, ve Východočeském divadle Pardubice, v pražském Švandově divadle nebo v Horáckém divadle Jihlava.

## Režie v Městském divadle Brno
- Podivný případ se psem (2013)
- Čarodějky ze Salemu (2018)
- Pro nic za nic (2019)
- Splašené nůžky (2015)
- Bylo nás pět (2024)
- Hra, která se zvrtla (2024)
- Hvězda v pasti (2023)
- Mary Page Marlowová (2022)
- Bella Figura (2021)
- Nebezpečné vztahy (2019)
- Ryba potmě (2016)
- Princ Homburský (2014)